# نورثفيلد (إلينوي)
نورثفيلد (بالإنجليزية: Northfield)‏ هي قرية ضمن مقاطعة كوك في ولاية إلينوي بالولايات المتحدة. يقدر عدد سكانها بـ 5,420 نسمة .

## أعلام
- فيبي ميلز